# 中共中央前方委员会
中共中央前方委员会（简称中央前委），是解放战争时胡宗南部国军攻占延安后，1947年3月至1948年3月毛泽东、周恩来、任弼时率领转战陕北的中共中央工作机关。

## 历史
1947年3月13日拂晓，胡宗南部34个旅25万人发动对陕北的重点进攻，3月18日中共中央主动撤出延安。3月25日，西野主力5个旅干净利落围歼了进至青化砭的整编第31旅，即青化砭战役。此战促使毛泽东下决心率领精干中央机关在陕北转战坚持。当晚，由任弼时起草，刘、朱、周、任联名致电在任家山的毛泽东，判断：敌似决心继续“扫荡”陕甘宁及晋西北，南面敌大部集中，以延安为枢纽，向东向北行动时正面恐难找到歼灭的机会，因而“要准备敌人进到永坪、延川甚至瓦窑堡、绥德”，“我们可能月底或下月初即须东进”。接任弼时电报后，毛泽东当夜由任家山赶到王家坪，力排众议，提出：“我不能走，中央最好也不走”。经过3月26日一天的商议，终于定下了决心。3月27日，毛泽东致电彭德怀，告知“中央决定在陕北不走”。同日，毛泽东亦致电贺龙、李井泉，对任弼时25日电的观点作了修正，认为“目前主要敌人是胡宗南，只要打破此敌即可改变局面，而打破此敌是可能的”，用以支持其观点的即是青化砭之战的完胜。同时，亦告知贺、李：“中央率数百人在陕北不动，这里人民、地势均好，甚为安全”。3月28日夜，毛、刘、朱、任等率中央机关转移至绥德以南石咀驿附近的枣林则沟村，周恩来则赴晋西北负责布置中央直属人员转移的具体事务。3月29日至30日，在陕北清涧县枣林则沟由刘少奇主持召开了中央会议，讨论中央机关的行动。会议决定：毛泽东、周恩来、任弼时率党中央机关及解放军总部继续留在陕北，主持中共中央和中央军委的工作，“中央好比一块招引绿头苍蝇的肉，放到哪里，都会引来许多苍蝇来叮，可以把人家搞乱。陕北群众条件好、地形好，我们熟悉，可以在这里搞一个战略上的作战方向，牵制敌人的力量”，并指挥全国的解放战争（4月11日组成中央后委后，改称中央前敌委员会,简称中央前委）。刘少奇、朱德、董必武等组成中共中央工作委员会（简称中央工委），“去临县与董必武、叶剑英会合” ；已到晋西北的中央和军委机关，“照前议一部去太行，一部就地疏散”。4月2日，刘少奇、朱德过河到临县，向贺龙、董必武和叶剑英、杨尚昆传达了枣林则沟会议精神。4月9日毛、任催请周恩来尽快回陕北的电报中：“河东事由刘、朱、董、叶处理”。随后中央又决定叶剑英、杨尚昆在晋西北地区（后组成中央后方委员会，简称中央后委），负责中央机关的后方工作。
在陕北转战的中央前委，编为中央支队（代号“昆仑纵队”，又称为三支队，后改称九支队、“亚洲部”等），共约400人。毛泽东化名李德胜、周恩来化名胡必成。
- 司令员史林即任弼时
- 政委郑位即陆定一
- 参谋长叶子龙
  - 副参谋长汪东兴
- 政治部主任廖志高
- 第一大队：军委作战部一局的大部人员组成。局长童陆生。包括作战、机要、行政和警卫几个部分，由汪东兴负责。
- 第二大队：由中央社会部、军委二局部分人员组成。负责作战情报工作。，由胡备文负责
- 第三大队：由军委三局部分人员组成，负责无线电通信。大队长黎东汉（后因病改为崔伦接任），副大队长黄冠群。下设四个电台（队），分别负责东北、华北与华中、西北与晋冀鲁豫、中央后委的通信。
  - 一台台长周建忠，报务主任解超
  - 二台台长孟令仪，报务主任
  - 三台台长高洪彦，报务主任李东祥
  - 四台台长胡佳，报务主任于回香
- 第四大队：由新华社一部分人员组成，负责新闻工作。由范长江负责。
- 中央警卫团，辖3个步兵连和1个骑兵连，约400人。中央警卫团团长刘辉山、政委张廷桢率部负责警卫。

中央支队的供给保障、无线电通信中继均由山西省临县三交镇双塔村的中央后委负责。中央后委交通科负责到陕北中央前委的地面交通工作；在崞县设交通站对口晋察冀，在河西设交通站对口西北野战军；转运晋察冀提供的国统区报刊、各种物资到陕北，护送各解放区到陕北人员，统一办理介绍信和路条。河东给中央前委提供每期两份白报纸印刷的《晋绥日报》。设在中央后卫的中央外事组根据国内外新闻广播编辑的《新闻材料》和《参考资料》，均为八开四版双面油印，给中央前委参阅。
1947年6月，毛泽东致电叶剑英从太行、五台征集新兵补充中央警卫团。中社部派人到太行、五台组织新兵征集与逐人政审，组成1300人新兵团，聂荣臻为该团调入美式冲锋枪500支、机枪18挺。先调归西北野战军参加实战锻炼。再从中挑出600人编为4个警卫连，保卫转战陕北的中央支队。
1947年7月21日至23日中央“小河会议”后，西北野战部队已经有6万人，陕甘宁边区党政军机关、部队、学校及游击队（其中一些转移到了河东）约2万人，不算河东的中央后委与晋绥脱产人员，仅这8万余人每月需粮1.6万石。1947年8、9、10月，西北野战军的军粮频频告急。中央后委全力从相邻的战略区筹粮。9月，从晋察冀紧急调运粮食10万石，从晋中、晋西南调粮3万石。晋西北动员百万人次运粮过黄河。1947年秋，太行（即晋冀鲁豫）、五台（即晋察冀）调运给中直棉被4000床、棉衣3000套，自制棉衣1000套，其中优先供给保障在陕北转战的中央支队棉衣、棉鞋、棉帽800套及制棉被的土布棉花。1947年9月17日，杨尚昆致电在邯郸主持统一华北财经工作的董必武，称因人员增加及河西800人在胡宗南部进攻中轻装及行动被服损失，需要由晋察冀拨棉被1000床（或材料）和600-800件大衣成品。
1948年3月23日下午毛泽东在吴堡县川口村南苑则塔渡过黄河，离开了居住13年的陕北，在临县碛口镇高家塔村渡口登岸，夜宿碛口镇湫水对岸坡上的寨则山村“陈懋勇宅院”，3月24日下午徒步40华里到后委驻地双塔村，途经晋绥工业部驻地的林家坪村时拜祭了“西北军工烈士塔”。3月25日，在双塔村召开了中央前委、中央后委机关全体人员和临县县委、三交区委干部参加的大会，周恩来副主席做了（去晋察冀的河北平山县）行军动员，毛泽东也讲了话。3月26日10时，毛泽东、周恩来、任弼时各乘一辆吉普车，电台和警卫人员乘坐卡车，离开双塔村，经白文、康宁，赴晋绥分局驻地兴县蔡家崖。3月底，杨尚昆率领中央后委最后一批人员及中央前委的其他人员离开三交镇。1948年5月到河北平山县与中央工委会合。1948年5月23日，中央书记处办公厅发出《关于撤销中央工委和中央后委、调整中央及军委各部门负责人的通知》。

## 纪念
临县碛口镇高家塔村建有“毛主席东渡黄河纪念碑”。